# Kama, Fukuoka
Kama (嘉麻市 Kama-shi) là một thành phố thuộc tỉnh Fukuoka, Nhật Bản.
Thành phố được thành lập ngày 27 tháng 3 năm 2006, sau khi sáp nhập thành phố Yamada với các thị trấn Inatsuki, Kaho và Usui, tất cả đều thuộc Huyện Kaho, trừ Keisen.